# ROKS Ganggyeong
Le ROKS Ganggyeong (MHC-561) est un dragueur de mines côtier de la marine de la république de Corée (ROKN), le navire de tête de la classe Ganggyeong.

## Conception
Les dragueurs de mines sont utilisés pour des missions dangereuses de déminage. En bref, c’est un navire chargé de trouver et d’enlever les mines flottant dans la mer. Le design des navires de classe Ganggyeong est basé sur la classe Lerici italienne. Les navires de la classe Ganggyeong mesurent 50 mètres de long et 8,31 m de large. Ils sont équipés d’un canon principal de 20 mm, de petites charges de profondeur, d’environ 300 mines navales et d’un véhicule de déminage (MDV). Ils utilisent deux propulseurs Voith Schneider comme propulsion, pour contrôler le navire plus précisément. Officiellement, environ 50 membres d’équipage servent à bord du navire, mais certaines sources suggèrent que c’est seulement 40.
Pour protéger le navire contre les mines magnétiques, la coque du navire est en plastique renforcé de fibres de verre (PRV), qui n'a pas d'attraction magnétique. L'équipement métallique est également réduit au minimum pour contrôler étroitement le matériau magnétique à l'intérieur du navire. Les objets en acier qui sont introduits dans le navire, comme la nourriture en conserve, sont fortement restreints et strictement contrôlés.

## Carrière
Le ROKS Ganggyeong (MHC-561) a été lancé le 30 août 1986 et mis en service le 19 décembre 1986. En 2024, le navire fait toujours partie de la flotte et a un statut opérationnel.
La dénomination des navires chasseurs de mines est tirée des noms des comtés et des villes adjacents à une base navale. Ganggyeong est le nom de Ganggyeong-eup à Nonsan, Chungcheong du Sud.